# Pečkovo
Pečkovo (makedonsky: Печково) je vesnice v Severní Makedonii. Nachází se v opštině Gostivar v Položském regionu. 

## Demografie
Podle sčítání lidu z roku 2021 žije ve vesnici 21 obyvatel. Etnické skupiny jsou: 
- Makedonci – 7
- ostatní – 14